# Лириа (футбольный клуб)
«Лириа» (алб. Klubi Futbollistik Liria) — косовский футбольный клуб из города Призрен. Выступает в косовской Суперлиге, главной по уровню в системе футбольных лиг Косова. Домашние матчи команда проводит на стадионе Перпарим Тачи, вмещающем около 11 000 зрителей.

## История
«Лириа» — один из старейших футбольных клубов Косова. До начала Второй мировой войны клуб играл под названием «Призрени» в низших дивизионах Югославии. Во время итальянской оккупации Албании и Косова клуб играл в течение одного сезона в чемпионате Албании. В том единственном сезоне клуб достиг финального этапа турнира, проиграв в полуфинале «Тиране».
После окончания войны клуб вернулся в югославскую систему лиг и несколько раз доходил до Второй лиги. После войны в Косове в 1999 году клуб начал играть в чемпионате Косова.
В 2007 и 2010 годах клуб становился обладателем Кубка Косова. В первом случае клуб в финале обыграл «Фламуртари» (3:0), во втором — «Велазними» из Джяковицы (3:1).